# Castellvell del Camp
Castellvell del Camp är en kommun i Spanien.   Den ligger i provinsen Província de Tarragona och regionen Katalonien, i den östra delen av landet, 400 km öster om huvudstaden Madrid. Antalet invånare är 2 845. Arean är 5,2 kvadratkilometer. Castellvell del Camp gränsar till Almoster, Reus och L'Aleixar. 
Terrängen i Castellvell del Camp är lite kuperad.